# Apgujeong-dong
Apgujeong-dong é um bairro de Gangnam-gu em Seul, Coreia do Sul. O dong originou-se de um pavilhão com o mesmo nome fundado por Han Myung-hoi, um funcionário de alto-escalão do governo durante a Dinastia Joseon. O bairro é conhecido por ser um centro comercial, de moda e residências sofisticadas.
Uma das principais áreas comerciais é a Apgujeong Rodeo Street, juntamente com a Cheongdam-dong Fashion Street em Cheongdam-dong, e Garosu-gil em Sinsa-dong, que são conectadas pela avenida Apgujeong-ro. A região é considerada como um destino de moda e novas tendências.

## Características

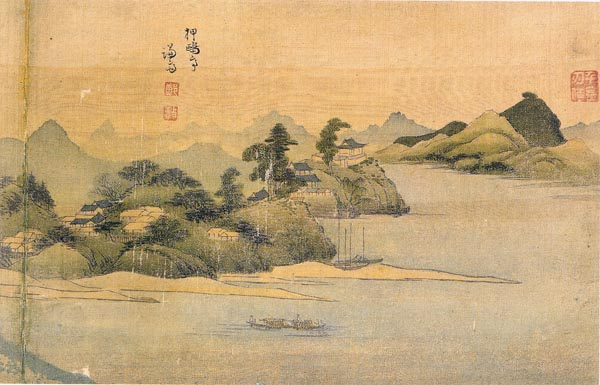
Vista de Apgujeong-dong desenhado por Jeong Seon no início do século XVIII

A área reúne lojas de departamentos, boutiques, hagwons, cafés e restaurantes de luxo.
Apgujeong Rodeo Street está localizada em frente à Galleria Department Store, com lojas de estilistas locais e internacionais, bem como o Mercado Nori, outlet The Vanessa Bruno, Mui Mui Cafe e Restaurante On Friday.
No extremo leste de Apgujeong ficava a sede da agência de entretenimento de K-pop SM Entertainment. A empresa mudou seus escritórios para Cheongdam-dong em 2012. O edifício da antiga sede atualmente serve como Centro de Treinamento Global para estagiários da SM Entertainment. O Caffè Pascucci em Apgujeong foi usado como um dos locais de gravação para o drama da SBS de 2001 Beautiful Days, estrelado por Lee Byung-hun, Choi Ji-woo, Ryu Si-won, Shin Min-a, Lee Jung-hyun e Lee Yoo-jin.

## Atrações
- Apgujeong Rodeo Street
- Ciné de Chef

## Transportes
- Linha 3
  - Estação Apgujeong
  - Estação Sinsa
- Bundang
  - Estação Apgujeongrodeo